# Formula–1 maláj nagydíj
A maláj nagydíj 1999 és 2017 között szerepelt a Formula–1-es versenynaptárban. A versenyt Sepangban, a Sepang International Circuiton rendezték, mely a maláj félszigeten, nem messze Kuala Lumpurtól található. A környékre a rendkívül magas páratartalom jellemző, mely igencsak megerőltetette az autókat, és a pilótákat is. A legtöbbször itt Sebastian Vettel nyert, négy alkalommal.
| Év   | Versenyző            | Konstruktőr        | Pálya  | Összefoglaló |
| ---- | -------------------- | ------------------ | ------ | ------------ |
| 2017 | Max Verstappen       | Red Bull-TAG Heuer | Sepang | Összefoglaló |
| 2016 | Daniel Ricciardo     | Red Bull-TAG Heuer | Sepang | Összefoglaló |
| 2015 | Sebastian Vettel     | Ferrari            | Sepang | Összefoglaló |
| 2014 | Lewis Hamilton       | Mercedes           | Sepang | Összefoglaló |
| 2013 | Sebastian Vettel     | Red Bull-Renault   | Sepang | Összefoglaló |
| 2012 | Fernando Alonso      | Ferrari            | Sepang | Összefoglaló |
| 2011 | Sebastian Vettel     | Red Bull-Renault   | Sepang | Összefoglaló |
| 2010 | Sebastian Vettel     | Red Bull-Renault   | Sepang | Összefoglaló |
| 2009 | Jenson Button        | Brawn-Mercedes     | Sepang | Összefoglaló |
| 2008 | Kimi Räikkönen       | Ferrari            | Sepang | Összefoglaló |
| 2007 | Fernando Alonso      | McLaren-Mercedes   | Sepang | Összefoglaló |
| 2006 | Giancarlo Fisichella | Renault            | Sepang | Összefoglaló |
| 2005 | Fernando Alonso      | Renault            | Sepang | Összefoglaló |
| 2004 | Michael Schumacher   | Ferrari            | Sepang | Összefoglaló |
| 2003 | Kimi Räikkönen       | McLaren-Mercedes   | Sepang | Összefoglaló |
| 2002 | Ralf Schumacher      | Williams-BMW       | Sepang | Összefoglaló |
| 2001 | Michael Schumacher   | Ferrari            | Sepang | Összefoglaló |
| 2000 | Michael Schumacher   | Ferrari            | Sepang | Összefoglaló |
| 1999 | Eddie Irvine         | Ferrari            | Sepang | Összefoglaló |